# エル・ロメラル遺跡
エル・ロメラル遺跡（スペイン語: Tholos de El Romeral）は、スペイン・アンダルシア州マラガ県アンテケーラ近郊にある考古遺跡。紀元前1800年頃に建設された支石墓（ドルメン）である。ロメラル洞窟やロメラル支石墓と表記されることもある。
アンテケーラ市街地から北東に2.5キロメートルの場所にある。新石器時代の構造物としては南ヨーロッパ有数の遺跡である。この地域には3つの支石墓があり、エル・ロメラル遺跡のほかにはメンガ支石墓とビエラ支石墓がある。

## 歴史
20世紀後半まで、メンガ支石墓、ビエラ支石墓、エル・ロメラル遺跡の3つは同時代の遺跡であると信じられていた。しかしその後の研究によって、メンガ支石墓とビエラ支石墓は紀元前3800年頃、エル・ロメラル遺跡は紀元前1800年頃に建設され、両者の間には大きな時間的隔たりがあることが明らかとなった。
メンガ支石墓とビエラ支石墓は長方形の部屋を持つが、エル・ロメラル遺跡はこれらの支石墓とは異なる間取りであり、また石材の種類も異なっているため、約200キロメートル東に位置するロス・ミリャレス（今日のアルメリア県）の文化の影響下にあったとされる。
2016年にトルコのイスタンブールで開催された第40回世界遺産委員会では、これら3つの支石墓にエル・トルカル自然保護区を加えたアンテケーラ近郊の支石墓遺跡群が、「アンテケーラのドルメン遺跡」として世界遺産（文化遺産）に登録された。

## 解説

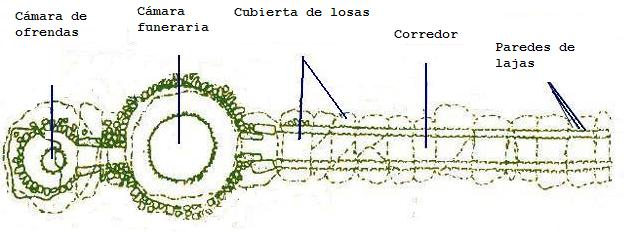
遺跡全体の見取り図

エル・ロメラル遺跡は墳丘で覆われた埋葬室である。ドライストーンが埋め込まれた壁を持つ長い通路、石版が埋め込まれた天井を持つ埋葬室の2つの構造からなる。エル・ロメラル遺跡の中からは人骨や副葬品（貝殻・2種類の陶器）が発見されているため、この遺跡が埋葬地であったことは確かである。
大きな埋葬室と小さな埋葬室がある。大きな埋葬室は直径4.2メートルであり、通路と同様の方法で建設された受け材を持つ壁がある。廊下の床面と大きな埋葬室は突き固めた土を用いている。小さな埋葬室は大きな埋葬室と長方形の廊下で連結されているが、見学者は通ることができない。小さな埋葬室は直径2メートルであり、石材の平板で覆われている。

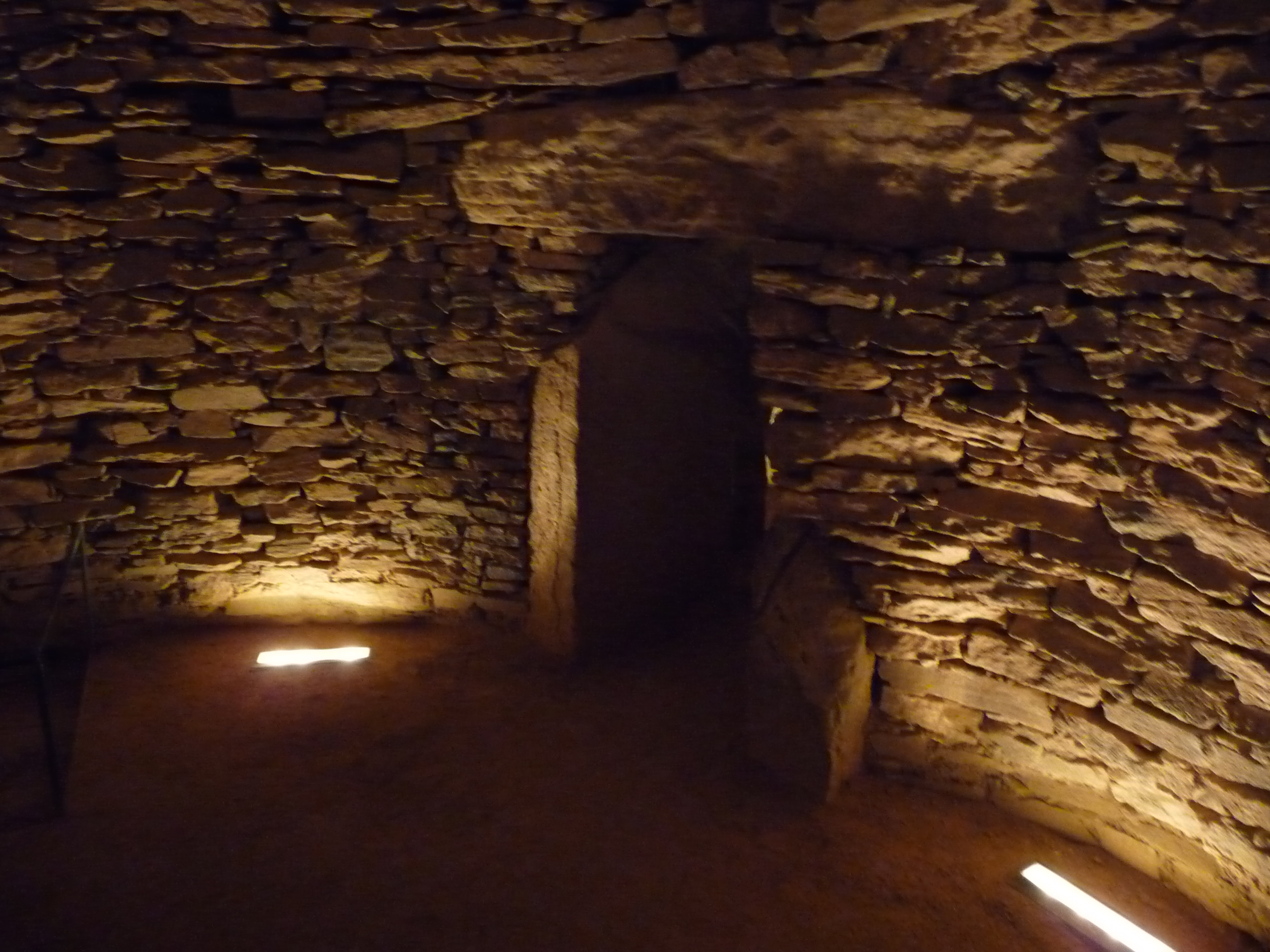
大きな埋葬室
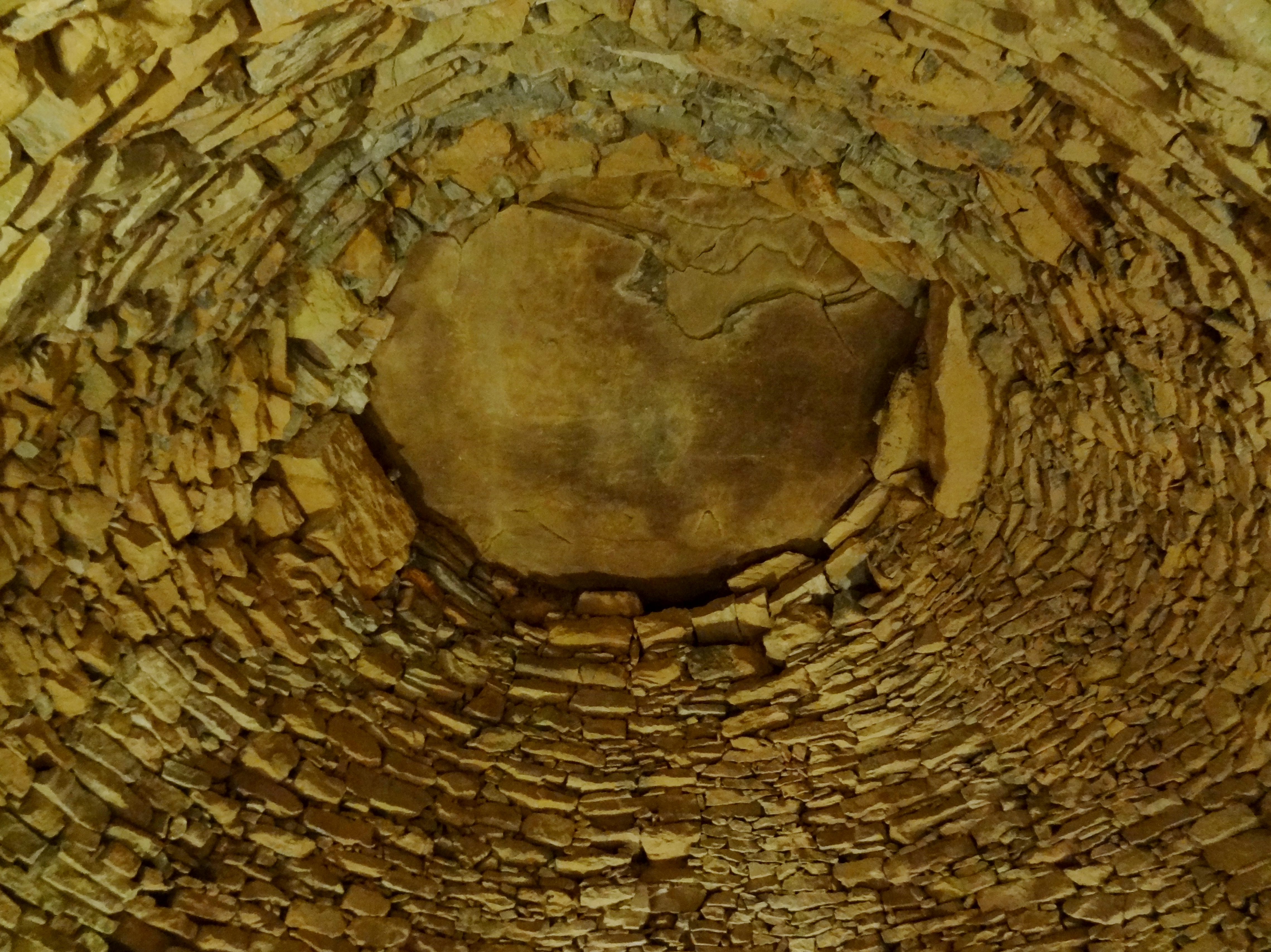
大きな埋葬室の天井
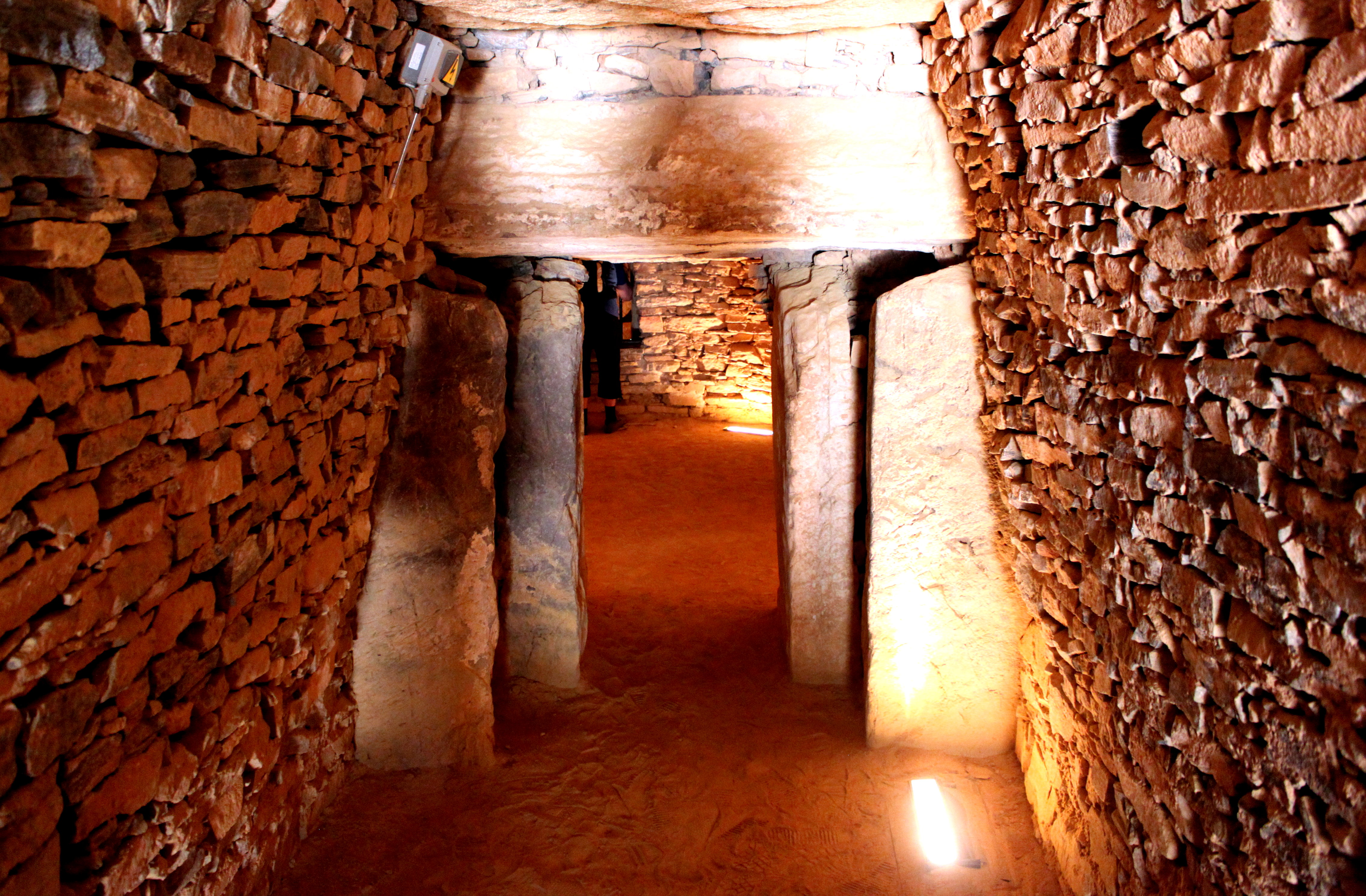
巨石が用いられた通路
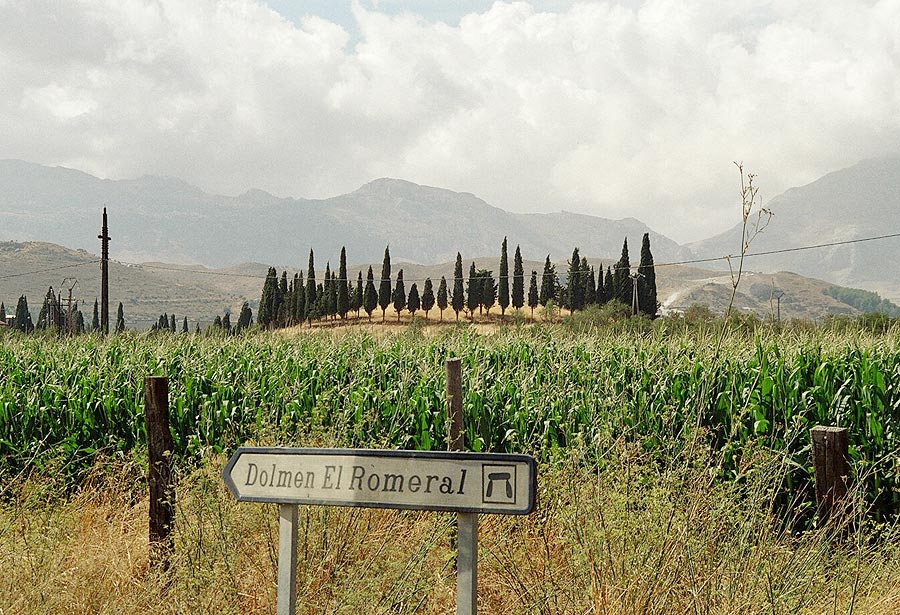
遺跡の周辺